# Liste der Monuments historiques in Condécourt
Die Liste der Monuments historiques in Condécourt führt die Monuments historiques in der französischen Gemeinde Condécourt auf.

## Liste der Bauwerke
| Bezeichnung               | Beschreibung | Standort | Kennzeichnung | Schutzstatus | Datum | Bild           |
| ------------------------- | ------------ | -------- | ------------- | ------------ | ----- | -------------- |
| Château de Villette       | Schloss      | (Lage)   | PA00080031    | Classé       | 1942  | weitere Bilder |
| Kirche St-Pierre-ès-Liens |              | (Lage)   | PA00080032    | Inscrit      | 1925  | weitere Bilder |

## Liste der Objekte
- Monuments historiques (Objekte) in Condécourt in der Base Palissy des französischen Kultusministeriums